# Dire Straits
Dire Straits byla britská rocková kapela, kterou v Londýně v roce 1977 založili Mark Knopfler (hlavní zpěv, sólová kytara), David Knopfler (doprovodná kytara, vokály), John Illsley (baskytara, vokály) a Pick Withers (bicí, perkuse). Kapela byla aktivní v letech 1977 až 1988 a znovu od 1990 do 1995.
Jejich první singl „Sultans of Swing“ z debutového alba Dire Straits (1978) se dostal do Top 10 britských i amerických hitparád. Následovala řada dalších hitů, včetně „Romeo and Juliet“ (1981), „Private Investigations“ (1982), „Twisting by the Pool“ (1983), „Money for Nothing“ (1985) a „Walk of Life“ (1985). Jejich komerčně nejúspěšnější album Brothers in Arms (1985) se celosvětově prodalo ve více než 30 milionech kopií. Bylo také prvním albem, které se prodalo v milionovém nákladu na CD a je osmým nejprodávanějším albem v britské historii. Podle Guinnessovy knihy britských hitových alb strávili Dire Straits k roku 2005 na britském žebříčku alb více než 1 100 týdnů, což bylo tehdy páté místo.
Dire Straits čerpali inspiraci mimo jiné z country, folku, blues rocku J. J. Cala a jazzu. Jejich odlehčený zvuk kontrastoval s punk rockem a ukazoval vliv roots rocku, který vzešel z pub rocku. V kapele se vystřídalo několik členů, ale Mark Knopfler a Illsley zůstali jedinými stálými členy po celou dobu existence. Po prvním rozpadu v roce 1988 Knopfler řekl časopisu Rolling Stone: „V novinách se psalo, že jsme největší kapela na světě. V tu chvíli už není důraz na hudbě, ale na popularitě. Potřeboval jsem si odpočinout.“ V roce 1990 se znovu dali dohromady, ale v červnu 1995 se Dire Straits definitivně rozpadli a Knopfler se naplno věnoval sólové dráze. Od té doby opakovaně odmítl nabídky na reunion a v dubnu 2024 potvrdil, že už nikdy nebude hrát jako součást skupiny.
Magazín Classic Rock nazval Dire Straits „největší britskou rockovou kapelou 80. let“; jejich světové turné 1985–1986, které zahrnovalo i vystoupení na Live Aid v červenci 1985, vytvořilo rekord v Australasii. Jejich poslední světové turné v letech 1991–1992 prodalo 7,1 milionu vstupenek. Kapela získala čtyři ceny Grammy, tři Brit Awards (včetně dvou ocenění Best British Group) a dvě ceny MTV Video Music Awards, spolu s řadou dalších ocenění. V roce 2018 byli Dire Straits uvedeni do Rock and Roll Hall of Fame. Dire Straits prodali celosvětově 100 až 120 milionů desek, z toho 51,4 milionu certifikovaných nosičů, což z nich dělá jednu z nejprodávanějších hudebních skupin všech dob.

## Historie

### Začátky

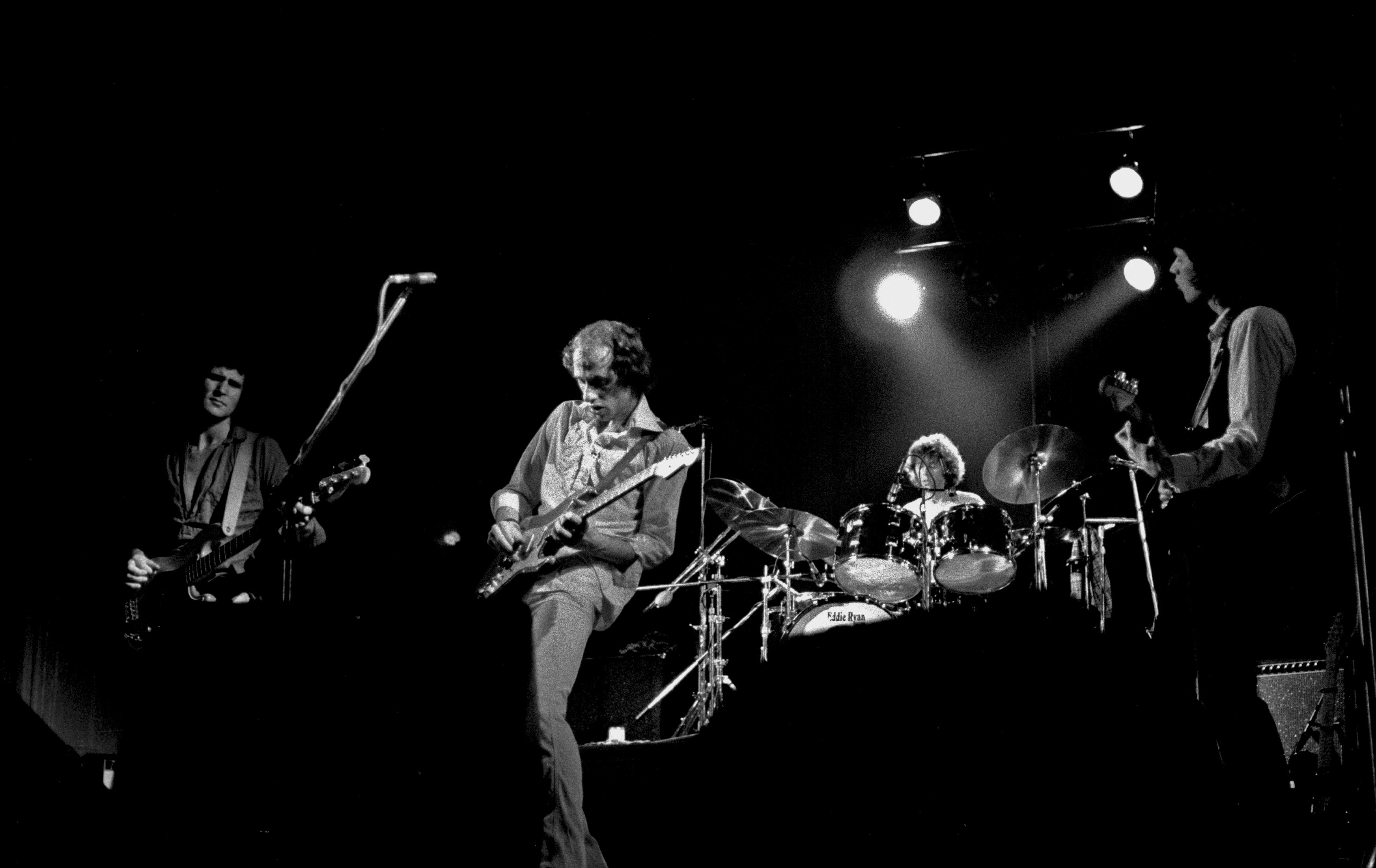
Původní sestava Dire Straits v Hamburku v Německu (1978); zleva: John Illsley, Mark Knopfler, Pick Withers a David Knopfler.

V zakládající čtveřici Dire Straits byli Mark Knopfler (zpěv, kytara, autor hudby a textů), jeho bratr David (kytara), John Illsley (baskytara) a Pick Withers (bicí). Jednalo se vesměs o muzikanty s určitými zkušenostmi odjinud, kteří už vzhledem k jejich věku a zkušenostem nebyli předurčeni k zařazení se do punkové vlny, jež tehdy ovládala britské ostrovy. Prvních několik vystoupení odehráli ještě jako Café Racers, ale přítel bubeníka je brzy díky jejich finanční situaci a vyhlídkám překřtil ve volném překladu na „strašlivou tíseň“. Již v prvním roce existence skupina nahrála dostatek písní, jejichž téměř výhradním tvůrcem byl Mark Knopfler. Skupina díky němu zněla na tehdejší dobu až nepatřičně klidně a proslulým se stal moment, kdy žádal manažery klubů, aby z reprobeden šel jenom tak silný zvuk, aby si lidé při jejich produkci mohli povídat. Hudba jako ze staré dobré školy doplněná o texty skvěle reflektující britské reálie však naštěstí rychle zaujala v rádiu BBC patřičné lidi. Důsledkem byla již na konci prvního roku existence uzavřená velká nahrávací smlouva.
V roce 1978 hráli Dire Straits na turné skupiny Talking Heads a vzápětí vydali album pojmenované po sobě. Prosazení se do obecného povědomí nebylo pro skupinu přesto ničím snadným. Album Dire Straits naplnilo z hlediska prodejnosti a hraní v rádiích úsloví o tom, že doma není nikdo prorokem. Úspěchy v tomto směru totiž zprvu zaznamenalo hlavně v Nizozemí, Austrálii a dalších zemích, kde si již tehdy skupina zajistila nehynoucí popularitu. I díky tomu se kromě prvního domácího samostatného turné skupina brzy dočkala též vyprodaných vystoupení na kontinentě v Evropě a na počátku roku 1979 vystupovala už i v USA. Bylo skoro příznačné, že první velký hit skupiny Sultans of Swing se zde v singlovém žebříčku dostal výše než ve Velké Británii. Při svých cestách skupina natočila na Bahamách druhé album Communiqué, které obsahovalo natolik rovnocenné skladby, až z něj žádný výrazný hit nevzešel.

### Vzestup
Rok 1980 byl ve skupině ve znamení prvních výrazných personálních otřesů, které se posléze staly jejím průvodním znakem. David Knopfler pochopil, že v Dire Straits by byl vždy až ten druhý po bratrovi a rozhodl se osamostatnit. To už ovšem byly položeny základy třetímu albu, které dostalo název Making Movies, ačkoli píseň stejného jména na něj zařazena nebyla. Po spíše nesmělém pokusu z minulého alba, kde hostoval Boby Bear, se zde mnohem výrazněji ke slovu dostaly klávesy a s nimi Roy Bittan známý od Bruce Springsteena. Album definitivně pomohlo kapele i na domácí scéně, k čemuž přispěl jistě i z něj vybraný singl Romeo and Juliet. Singl Skateaway vybraný pro trh v USA pro změnu pomohl celé nahrávce zabydlet se v tehdejší novince – walkmanu. První skladba alba Tunnel of Love byla zase svojí délkou předzvěstí věcí příštích.
Čtvrté album Love Over Gold z roku 1982 začínalo totiž bezmála čtvrthodinovou epickou kompozicí Telegraph road. Pouze pětipísňové a přesto zcela regulérní album bylo přijato jako celek velmi příznivě, což se odrazilo v jeho delším setrvání na čele britské hitparády. V domácím singlovém žebříčku se více než dobře dařilo i Private Investigations. Stálé osazenstvo skupiny bylo obohaceno o druhého kytaristu Hala Lindese a Alana Clarka za klávesami. Mark Knopfler pak album sám produkoval.
V roce 1983 došlo k odchodu druhého ze zakládajících členů, když Witherse za soupravou bubnů vystřídal Terry Williams. Jakési přímé střídání stráží provedli na minialbu ExtendedancEPlay, ze kterého tentokrát vzešel rock'n'rollový hit Twisting by the Pool. V nové sestavě doplněné o několik hostů (především Mel Collins na saxofon – nástroj, který se stal i v dalších letech důležitým prvkem nejen živých vystoupení skupiny) Dire Straits podnikli další velké turné. Zvukový záznam vystoupení z Londýna vyšel na dvojalbu Alchemy v roce 1984. Obsahovalo sice známé skladby, ale mnohé z nich předvedlo ve verzích doplněných o bohaté instrumentální pasáže, které dokonale prokazovaly schopnosti skupiny a hlavně pak jejího vedoucího.

### Vrchol

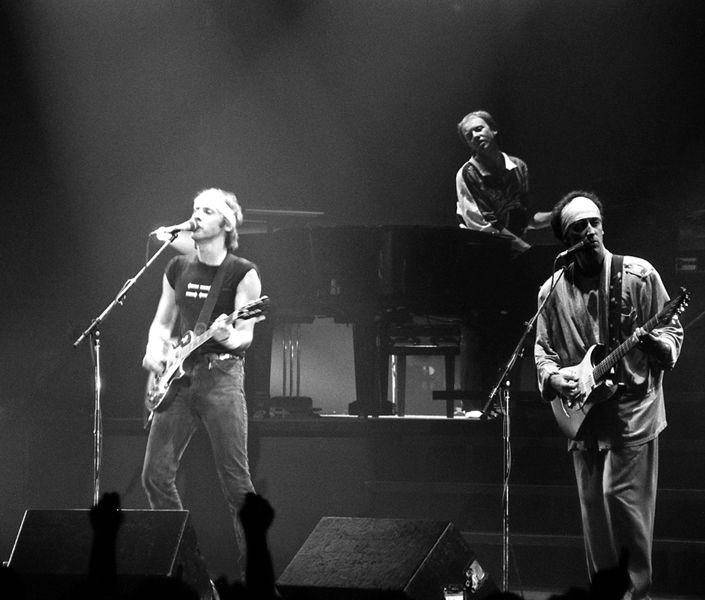
Dire Straits při koncertě v Bělehradě v Jugoslávii 10. května 1985. Zleva: Mark Knopfler, Alan Clark a Jack Sonni.

Na samotný vrchol popularity dostoupali Dire Straits v polovině 80. let. V roce 1985 se zaskvěli krátkým ale výrazným vystoupením na koncertě Live Aid v londýnském Wembley. Za přispění Stinga zde již díky rázné písni Money for Nothing propagovali právě vydané album Brothers in Arms. Uvedený singl ovládl ovšem žebříček v USA, zatímco na domácí půdě se více dařilo zpěvné Walk of Life. Albu jako celku se však v žebříčcích prodejnosti dařilo zcela mimořádným způsobem v celém světě, takže se stalo na mnoha místech několikanásobně platinové a okupovalo tam dlouho první příčky. Napomohl tomu i fakt, že se jednalo o jednu z prvních novinek, která se k posluchačům dostávala též v podobě CD a celosvětové turné podporovala firma Philips. Na nahrávce se mezi jinými podíleli i noví stálí členové skupiny Guy Fletcher za klávesami a Omar Hakim za bicí soupravou, zatímco ze stálého osazenstva vypadl druhý kytarista. K dovršení důrazu na moderní technologie byl k písní Money for Nothing natočen i pozoruhodný videoklip s počítačovými animacemi vhodně doplňujícími text, díky němuž se stal tím prvním, co posléze viděli diváci na MTV Europe. S touto skladbou a albem jako celkem se také pojily dvě ocenění Grammy. Při celosvětovém turné Dire Straits zastavili na více než 200 místech, když vyprodávali jeden stadión za druhým a přidávali celá vystoupení, aby je mohlo vidět na 2,5 miliónu lidí.

### Konec nadvakrát
U příležitosti desátého výročí vydání debutového alba přišel čas k ohlédnutí a na trhu se objevila kompilace sestavená poměrně citlivě s ohledem na všechna údobí trvání skupiny. Dire Straits jako celek ovšem v té době aktivitou nikterak nepřekypovali. Na pódiu se sešli alespoň při koncertu ve Wembley k příležitosti 70. narozenin jihoafrického bojovníka proti apartheidu Nelsona Mandely v roce 1988. Mark Knopfler však potom oznámil jejich konec, aby se mohl věnovat vlastním aktivitám.
K obnovení činnosti došlo s novým desetiletím. V roce 1991 se Dire Straits pokusili vrátit s albem On Every Street, při jehož nahrávání postrádali v základní sestavě bubeníka. Nejen tento problém ovšem vyřešili za pomoci hostujících hráčů. Písní zde bylo více než u předchozího veleúspěšného díla, ale první desítku žebříčku singlů neatakoval na žádné straně Atlantiku ani úvodní kus Calling Elvis ani řízná Heavy Fuel. Kritikové přecházeli do útoku slovy o ušlechtilé nudě, ale Britové vynesli na první příčku hitparády alespoň album jako celek. Na následném opět dlouhém a ještě více vyčerpávajícím turné se prezentovali Mark Knopfler, Illsley, Fletcher, Clark, Phil Palmer (kytara), Paul Franklin (pedal steel), Chris White (saxofon), Chris Whitten (bicí) a Danny Cummings (perkuse). Po něm už se ani stálé jádro skupiny k další trvalé spolupráci nesešlo a vydávány tak byly dál jenom kompilace a různě staré živé nahrávky. Mark Knopfler se věnuje sólové dráze a John Illsley spíše maluje.
Jenom v USA se dosud prodalo na 15,5 miliónů kusů nahrávek Dire Straits a celosvětově je jejich počet nejméně pětinásobný.[zdroj?]

## Diskografie

### Studiová alba
- 1978 Dire Straits (v USA dvojnásobně platinová deska)
- 1979 Communiqué (v USA zlatá deska)
- 1980 Making Movies
- 1982 Love Over Gold
- 1985 Brothers in Arms
- 1991 On Every Street (v USA platinová deska)

### Živé nahrávky
- 1978 Live In Rotterdam
- 1984 Alchemy (v USA zlatá deska)
- 1993 On the Night (části vystoupení ve Francii a Nizozemí k albu On Every Street)
- 1995 Live at the BBC (záznamy vystoupení z prvních let kariéry)

### Kompilace
- 1988 Money for Nothing (v USA platinová deska)
- 1998 Sultans of Swing: The Very Best of Dire Straits (výběr přeceňující poslední dvě řadová alba)
- 2005 Private Investigations: The Best Of Dire Straits And Mark Knopfler